# بالما
بالما (باليابانية: ブルマ) (بالروماجي: Buruma) شخصيه خياليه واحدى ابطال سلسله دراغون بول.
فتاه جميله وذكيه وتمتاز بعنادها في كثير من المواقف، تعرفت علي غوكو في بدايه السلسلة بعد ان صنعه رادار بامكانه التعرف علي مكان الكرات السبعة للتنين الاسطوري.
بعد تعرفها علي سون غوكو تبدأ مغامرتهما معا بالبحث علي كرات التنين.
بعد قصه حب طويله مع يامكا، تتزوج بالما من فيجيتا امير السياجين، أحد ابطال السلسلة الذي وصل الي الأرض للقضاء علي سون غوكو.
في اللغة الياباني اسمها بالاصل من كلمه bloomers (ー burumaa)، التي تعني الفتاه ذات البنطال القصير.

## حياتها

### في الحاضر

#### دراغون بول
بالما ابنه الدكتور بريف، في بدايه السلسلة بالما تبدأ البحث عن كرات التنين السبعة عن طريق اختراعها رادار الكرات الذي بامكانه تحديد مكان تواجد الكرات.
تتمكن بالما من ايجاد أول كره في بيت مهجور، ولاحقا تكتشف انه إذا تم جمع جميع الكرات معا، يخرج تنين بأسم شينرون، تستطيع ان تطلب منه 3 امنيات لتلبيتها.
ومن خلال بحثها تلتقي بطفل غريب التصرفات والطباع بأسم سون غوكو، ومن خلال اكتشاف القوه التي لدى غوكو تقرر بالما مرافقه برحله البحث عن الكرات، لان هدفهما واحد، العثور على كرات التنين السبعة.
خلال مغامرتهما معا، يقابلون عده شخصيات مثل ياميكا اولنغ وباو، في البداية يكونو اعداء لكل الظروف تجعلهن اصدقاء ويكملو مسيره البحث مع بعضهم، ومحاربه بيلاف واصدقائه الذين بدورهم يريدون ايجاد الكرات للسيطرة علي العالم.
تقع بالما بحب ياميكا، وتكون صداقه مع الجميع خصيصا مع سون غوكو.

#### دراغون بول زد

##### كوكب ناميك
بعد المعركة مع فيجيتا ونابيا الذين قدمو إلى الأرض لتدميرها والاستيلاء عليها، وموت كل من ياميكا اولنغ وباو وايضا جونيور (صانع كرات التنين وموته يعني اختفائها).
تسافر بالما مع كريلين وجوهان للبحث عن كرات التنين علي كوكب ناميك لاسترجاع اصدقائها من الموت، بعد اختفاء الكرات من كوكب الأرض.
لكن لسوء حظهم وجدو فريزر واصدقائه علي كوكب ناميك الذين وصلو للبحث علي الكرات أيضا لكي يحكمو العالم ويطلبو الحياه الابديه.
تطر بالما ومن معها من محاربه مجموعه فريزر، وبالما تخسر جسدها مع أحد الاعداء باسم كابتن جينيو، الذي يملك القدرة علي تبديل الاجساد واخذ قواهم.
لكن مع وصول سون غوكو وهزيمه كابتن جينيو تستطيع بالما من ارجاع جسدها.
وتتمكن هي ومن معها من الاصدقاء وسكان كوكب ناميك من الرجوع إلى الأرض عن طريق الطلب الاخير للتنين برولنغا بارجاعهم، لان كوكبهم تدمر من الحرب بين سون غوكو وفريزر.
تقوم بالما باستضافتهم في بيتها لمده سنه، حتي يستطيعو طلب من التنين ان يعثر على كوكب جديد لهم (بعد تدميره من فريزر في معركته مع سون غوكو).

##### السايبورج وسيل
تبدأ قصه حب جديده مع فيجيتا امير السياجين، وتنجب منه طفل باسم ترانكس، الذي بدوره ياتي قبل ولادته من المستقبل لتحذيرهم من السايبورغ، الذين صنعهم الدكتور جيلو للقضاء على سون غوكو، وتدمير اصدقائه لكن السايبورغ يقضون علي دكتور جيل بدورهم ويقضون علي المستقبل.
ماجين بو
في احداث ماجين بو تقتل بالما ومن معها علي يد ماجمبو بعد تحويلهم إلى قطع من الشوكلاطه بعد تواجدهم في قصر الحاكم الاعلي للارض.
وتعود للحياه عن طريق كرات التنين السبعة، وفي نهايه السلسلة تنجب طفله من فيجيتا باسم برا.

#### دراغون بول جي تي
تقوم بالما بصناعه سفينه فضائيه لسون غوكو ترانكس وبان ابنه غوهان لرحلتهما بالفضاء، لمساعده بابي.
وبمساعده بالما بتمكن سان غوكو من التحول الي سوبر سايان مستوي 4 وبعدها أيضا يصل فيجيتا الي هذه المستوي بعد صناعه غرفه تدريبيه له من قبل بالما.
وبعد نهايه القصة يسافر سان غوكو مع التنين شينرو بعد مرور 40 سنه علي صداقته مع بالما التي تكون في عمر 56 سنه.

#### دراغون بول سوبر

##### بيروس ساما
تبدأ القصة بعد هزيمه ماجيمبو، بعد قضاء بالما عطله مع ابنها ترانكس وزوجها فيجيتا تقرر بالما الاحتفال بعيدها مع اصدقائها علي ظهر سفينتها.
لكن من سوء حظها يصل الي الأرض بيروس ساما حاكم الدمار ومساعده بيلس، الذي بدوره بعد سبات طويل يستيقظ لكي يهزم السوبر سايان حاكم (بلو) فتبدأ رحلته في البحث علي السياجين المتبقين بعد تدمير كوكب فيجيتا موطن السياجين، وتبدا بهزيمه الكل من قبل بيروس ساما فيقرر تدمير الأرض، لكن يستطيع سون غوكو من التحول الي سوبر سياجين بمساعده 6 سياجين، وتبدأ المعركة وتنتهي بخساره سون غوكو من حاكم الدمار بيروس ساما ويعفو عنهم بعد تدمير الأرض.
وتبدا صداقه بيروس ساما مع بالما بعد معرفت رغبته بتذوق جميع أنواع الطعام اللذيذ.

##### عودة فريزر
يقرر كل من فيجيتا وغوكو الذهاب الي كوكب بيروس ساما للتدرب مع بيلس.
وبهذه الاثناء علي الأرض ياتي اصدقاء فريزر ويقومو بتجميع كرات التنين السبعة والطلب من التنين ارجاع اشلاء فريزر لكي يعود الي الحياه.
بعد عوده فريزر للحياه يقرر الانتقام من السياجين فيبدا بالتدرب لمده 4 أشهر، ومن بعدها يبدأ غزو الأرض لكن الحظ يرجع كل من غوكو وفيجيتا لانقاذها والقضاء علي فريزر.

##### بلاك غوكو
يعود ترنكس من المستقبل ويحذر الجميع من وجود غوكو شرير قام بالقضاء علي البشرية، وبعد بحث من بيروس ساما عرفو ان زاموس أحد حكام العالم ذهب الي المستقبل من اجل تدميره والقضاء علي البشرية، بالما بدورها تتمكن من صناعه اله الزمن للذهاب والرجوع الي المستقبل ومساعده ابنها، وهي بدورها من أطلق علي غوكو الشرير بأسم بلاك غوكو (الاسود).

## السينما
تظهر بالما في فيلم دراغون بول ايفوليوشن، وتقوم بدورها إيمي روسوم.
بالما تكون عالمه وابنه صاحب كابسولا كورب.
وتقوم أيضا بصناعه رادار كرات التنين، وتقوم بمساعده سون غوكو بالبحث عن الكرات، وتكون بعلاقه حب مع ياميكا.
تم صدور الفيلم في سنه 2009.